# Bajnok Béla
Bajnok Béla (Gyula, 1937. november 22. – Pilisvörösvár, 2020. július 25.) szobrászművész.

## Élete
Az általános iskola elvégzése után építészeti technikumba került Székesfehérvárott. Anyagi nehézségek miatt két év után munkába kellett állnia. Kőfaragó szakmunkás lett Gyulán, később kitanulta a kőszobrászatot a Képzőművészeti Kivitelező Vállalatnál. Ezzel egyidőben sikeres érettségi vizsgát tett esti tagozaton, a budapesti Kölcsey Ferenc Gimnáziumban.
Ekkor már feltett célja volt, hogy szobrászművész legyen. Ezért választotta mestereinek a Kiss Sándor – Lesenyei Márta művészházaspárt. A mellettük eltöltött évek jelentős hatással voltak művészi fejlődésére.
1969-ben Pilisvörösvárra költözött.
1971-ben a Képzőművészeti Alap felvette tagjai közé.

### Házasságai, gyermekei
Háromszor nősült, első feleségétől egy fia, harmadik feleségétől két lánya született.
2020. július 25-én hunyt el, pilisvörösvári, karátsonyitelepi otthonában.

## Művészete
Feledy Balázs művészettörténész így jellemzi Bajnok Béla művészetét a „Fogadj szívembe” című portrékötetben:
„Bajnok Béla munkásságában feltűnő, hogy a szobrászat minden ágában, műfajában otthonosan mozog. A pályához faragó, „elvevő” szobrászként közelített, nem is véletlen, hogy minden kőből készült későbbi köztéri szobrát maga kivitelezte, a fa is végig közel áll személyiségéhez, ugyanakkor olyannyira vált mintázó szobrásszá, hogy a Képcsarnok Vállalathoz a hetvenes években több bronz kisplasztikát készített, s ezzel együtt vált kitűnő, igényes és elmélyült érmésszé. Sokoldalúsága tehát igaz a szobrászat mesterségbeli területére, s igaz pályája művészi ívére, amely nem igazán jellemző kortárs szobrászainkra, ugyanis a két alkotói módszer túlnyomó többségében eltérő személyiséget kíván. A mintázó szobrászok inkább talán a dinamikusabb, elevenebb személyiségek (e művek valósulnak meg végső soron bronzból), a faragó művészek a megfontoltabb, türelmesebb alkatok, akiket nem zavar a mű elkészülésének relatív lassúsága (e művek készülnek pl. kőből). Bajnok Bélában mindkét művészi magatartás-típus érzékelhető, ezek esetében nem feszültségben, hanem harmóniában egyesülnek. […]
Bajnok Béla a kortárs magyar szobrászat szívósan dolgozó azon elmélyült alkotója, aki témáiban kötődik a magyar múlthoz, történelemhez, egyéni értelmezésben kapcsolódik a magyar szakrális művészethez, s ez a szellem  áthatja plasztikai világát. Gazdag tematikájával szervesül változatosan igényes technikai eszköztára. Így összegződik eggyé munkásságában mesterség és művészet.”

## Ismertebb művei

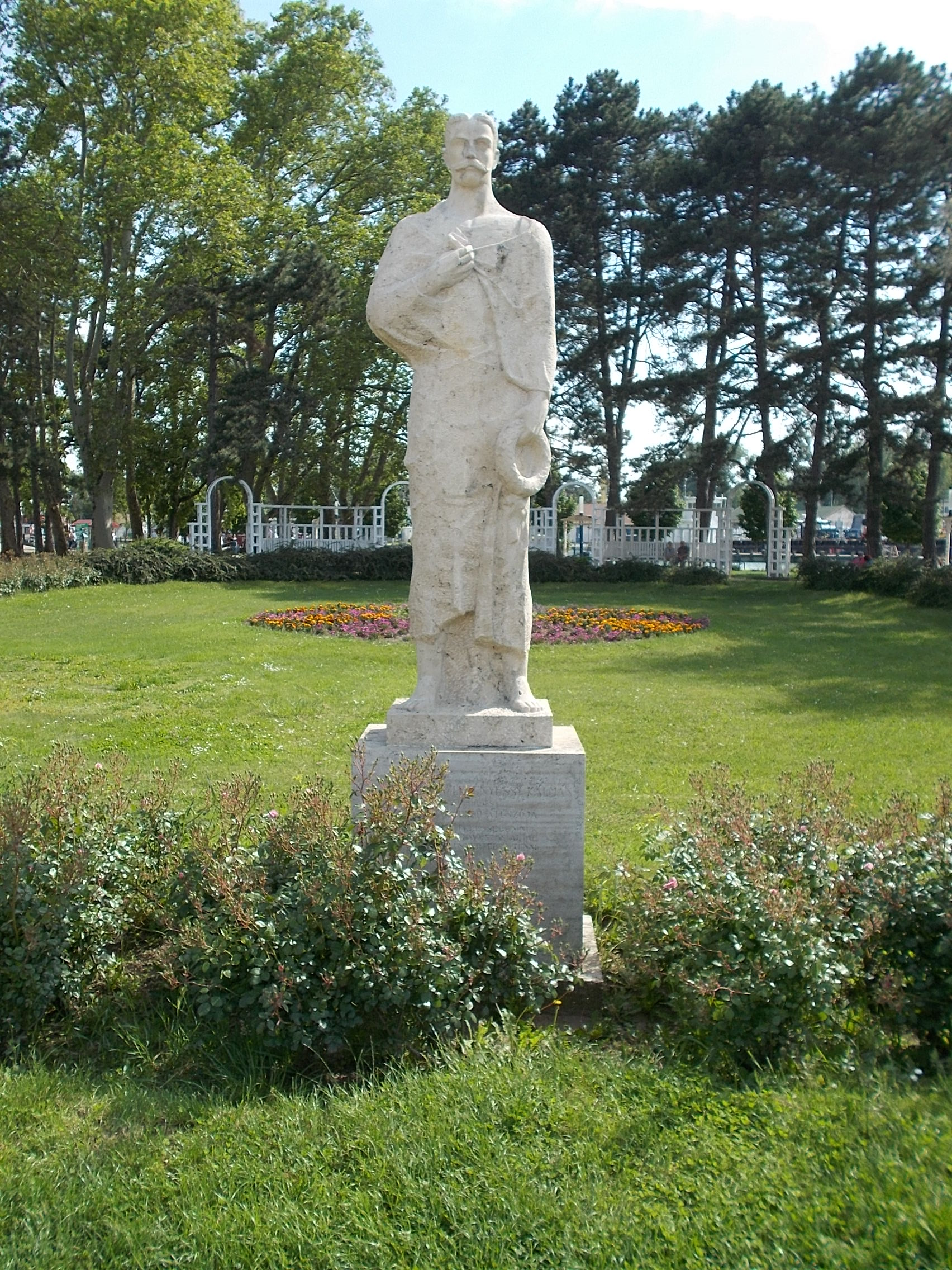
Székelyhídi Szekrényessy Kálmánnak, a Balaton első átúszójának szobra Siófokon

### Köztéri szobrok, emlékművek
- Az 1928-as bányászsztrájk emlékműve (mészkő, Pilisvörösvár, 1978)
- Beke Manó-emlékkő (Budapest, Bimbó úti park, 1980)
- A kenyér dicsérete (mészkő, Herceghalom, 1987)
- Városköszöntő (mészkő, Budaörs, 1988)
- Hősi emlékművek (mészkő, Regöly, 1992; Szárazd, 1993; Pálfa, 1995)
- Illyés Gyula-emléktábla (mészkő, bronz, Rácegrespuszta, 1995)
- Székelyhídi Szekrényessy Kálmán (mészkő, Siófok, 1997)
- Illyés Gyula (mészkő, Pálfa, 2002)
- A németek kitelepítésének emlékköve (bronz, Piliscsaba 2006)

### Szobrok, kisplasztikák, domborművek
- Petőfi (bronz, 1973)
- Siratók (fa, 1975)
- Albert Schweitzer (mészkő, 1996)
- Teréz anya, mészkő (1997)
- Sissi, bolgár mészkő (1998)
- Villon (vörös márvány, 1999)
- Nagy László (vörös márvány, 1999)
- Holdanya (márvány, 2004)
- „Az én országom nem e világból való” (mészkő, 2004)
- Eötvös József (vörös márvány, Békéscsaba, 2004)
- Leányka mandolinnal (bronz, 2005)
- Áldott állapotban (márvány, 2006)
- Assisi Szent Ferenc (mészkő, 2007)
- Szárnyaszegett angyalok repülése (bronz, 2007)

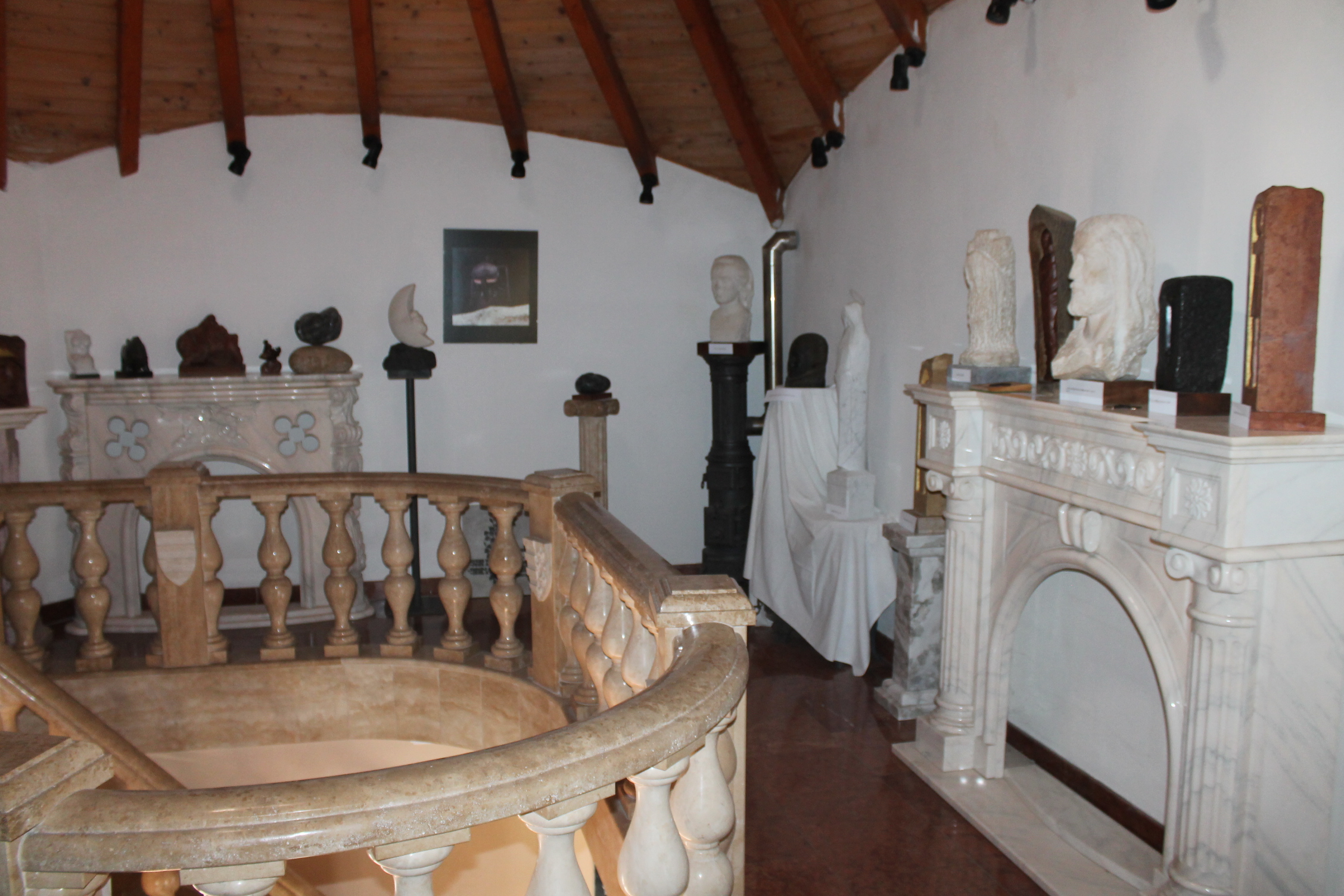
Bajnok Béla kiállítása a Varázskő Galériában

- Lilike (bronz, 2008)

### Plakettjei, érmei közül néhány
- Kodály Zoltán (1971)
- Petőfi Sándor (1973)
- Ady Endre (1977)
- Sissi (1999)
- Albert Schweitzer (1992)

## Kiállításai

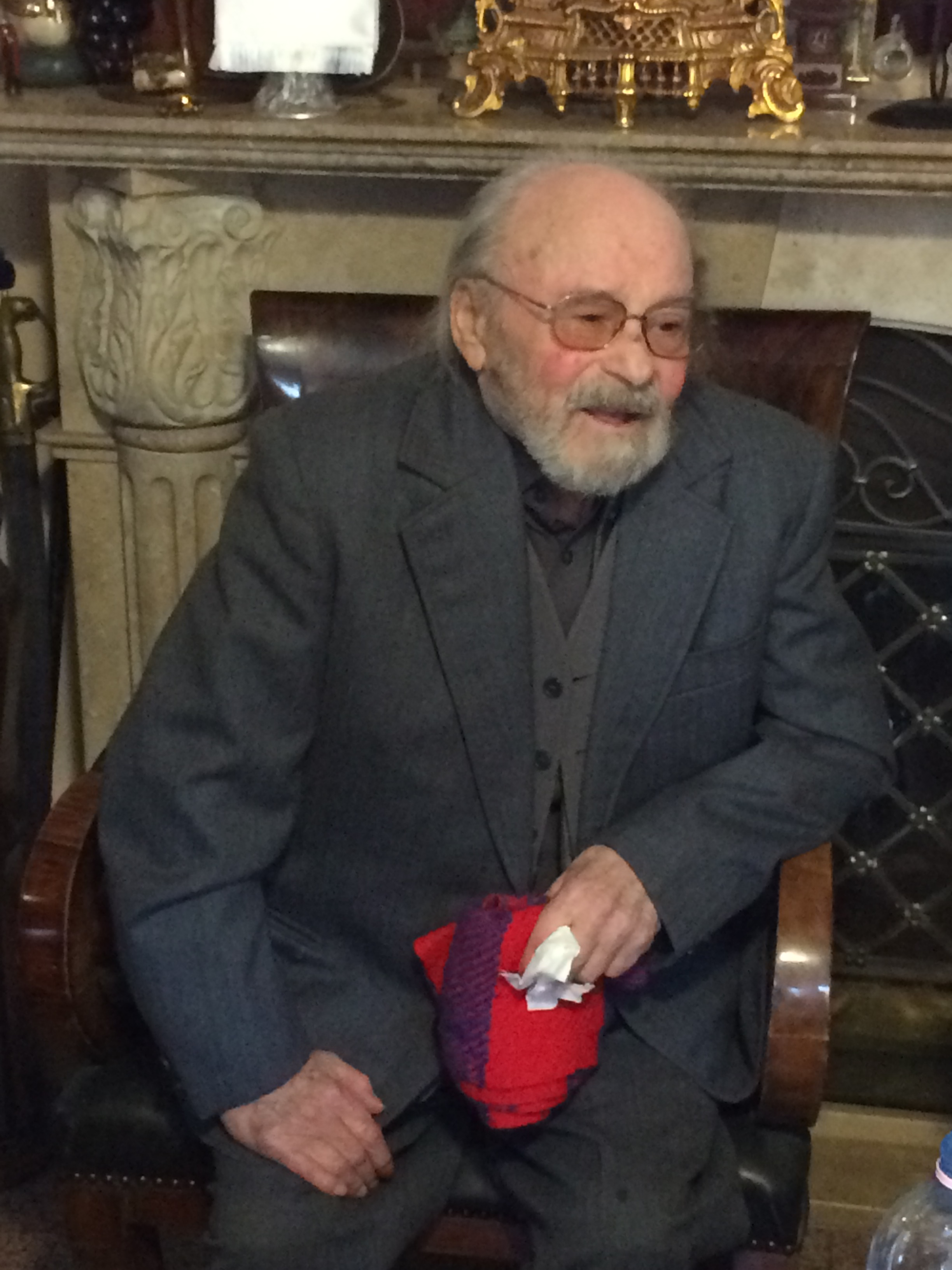
Bajnok Béla kiállításának megnyitóján a Varázskő Galériában

- 1967 Alföldi Tárlat, Békéscsaba, csoportos
- 1972 Balatoni Nyári Tárlat, Keszthely, csoportos
- 1972 Őszi Tárlat, Gyula, csoportos
- 1975 Pilisvörösvár, egyéni
- 1975 Alföldi Tárlat, Békéscsaba, csoportos
- 1977 Alföldi Tárlat, Békéscsaba, csoportos
- 1977 Gyula, Dürer terem, egyéni
- 1979 Alföldi Tárlat, Békéscsaba, csoportos
- 1980 Gyula, Múzeumkert, egyéni
- 1985 Pilisvörösvár, egyéni
- 1997 Alföldi Tárlat, Békéscsaba, csoportos
- 2008 „A Biblia évében”, Pilisvörösvár, csoportos
- 2009 Pilisvörösvár, Műhely Galéria, csoportos
- 2019 Pilisvörösvár, Varázskő Galéria, egyéni